# Atherigona fenestralis
Atherigona fenestralis är en tvåvingeart som beskrevs av Deeming 1987. Atherigona fenestralis ingår i släktet Atherigona och familjen husflugor.
Artens utbredningsområde är Mauritius. Inga underarter finns listade i Catalogue of Life.